# ブルジュ・ハリーファ/ドバイ・モール駅
ブルジュ・ハリーファ/ドバイ・モール駅（ -えき、アラビア語：برج خليفة / دبي مول アラビア語発音: [burdʒ xaˈliːfa duˈbajː mawl]）はアラブ首長国連邦ドバイにある、ドバイメトロの駅である。

## 沿革
2010年1月4日に開業。
2012年12月26日にドバイ・モールに通じる通路が併用開始されたことにより、当駅-ドバイ・モール間でバスを利用する必要がなくなった。

## 駅構造
シェイク・ザーイド・ロードと並行した高架駅。駅舎は2階建てであり、相対式ホームを有している。

### のりば
案内上ののりば番号は設定されていない。
| ホーム                   | 路線                | 行先                                             |
| ------------------------ | ------------------- | ------------------------------------------------ |
| ラシディヤ方面のりば     | ■レッドライン(上り) | ブルジュマーン・ユニオン・ラシディヤ方面         |
| ジュベル・アリ方面のりば | ■レッドライン(下り) | モール・オブ・ジ・エミレーツ・ジュベル・アリ方面 |

## 利用状況
2011年では年間318万人以上の利用客がおり、ドバイメトロの中でも利用客の多い駅の１つとなっている。

## 駅周辺
シェイク・ザーイド・ロードとファイナンシャル・センター通りのインターチェンジの南側に位置しており、駅東側はダウンタウン・ドバイ地区に隣接しており、その地区の中に駅名の由来となったブルジュ・ハリファやドバイ・モール、コカ・コーラ・アリーナが含まれている。他にドバイ・ファウンテンやアドレス・ダウンタウン・ドバイといった観光地がある。

## 隣の駅
ドバイメトロ
■レッドライン
ファイナンシャル・センター駅 (24) - ブルジュ・ハリーファ/ドバイ・モール駅 (25) - ビジネス・ベイ駅 (26)